# 존 워버턴

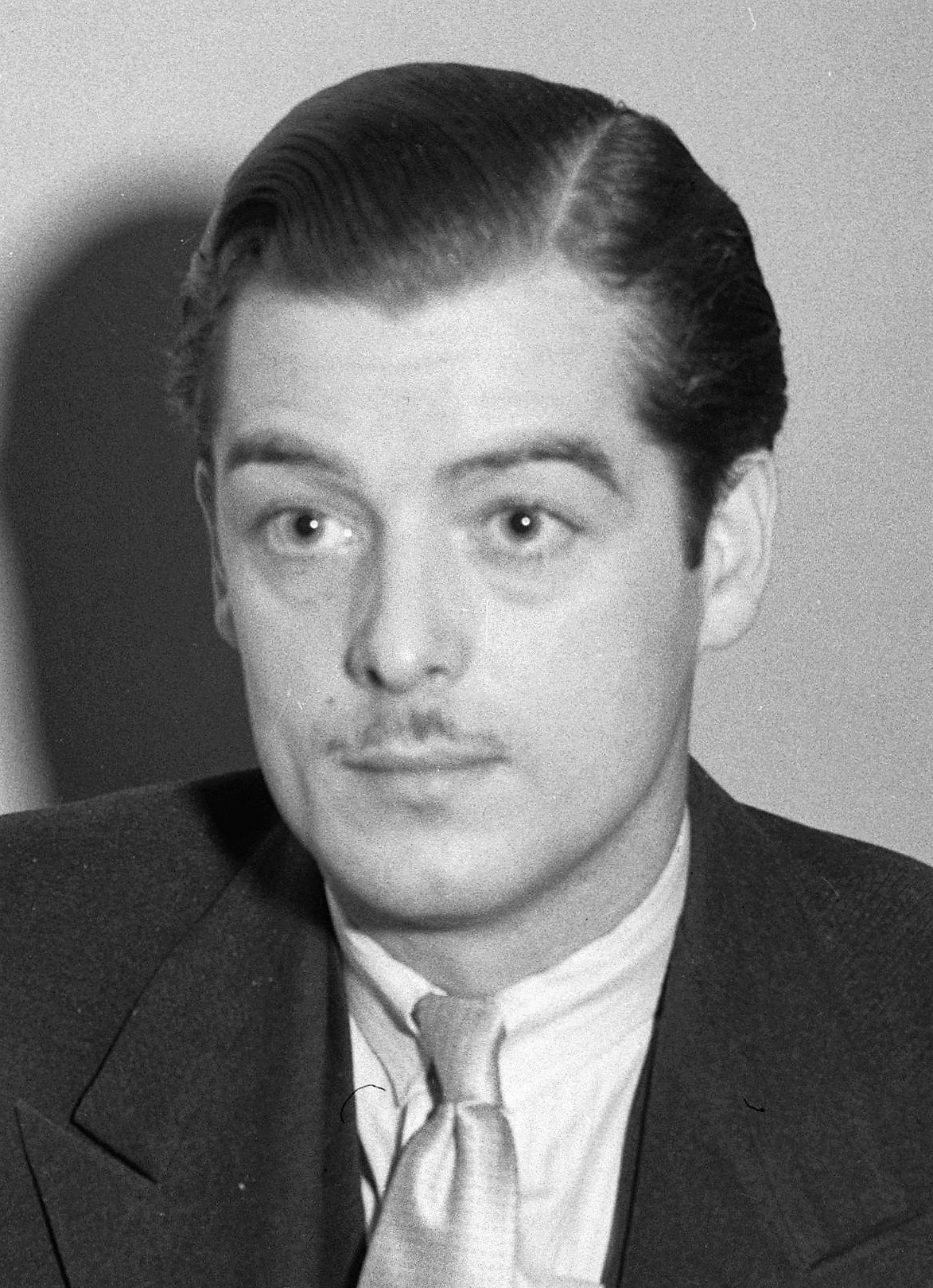

존 워버턴(John Warburton, 1899년 6월 18일 ~ 1981년 10월 27일)은 영국의 연극 배우, 영화배우, 텔레비전 배우이다.
마굴에서 태어났으며 셔먼오크스에서 사망하였다.

## 영화
- 토너먼트 (2009년)
- 퍼펙트 텐 (2005년)
- 화니 걸 (1968년)
- 리빙 인 어 빅 웨이 (1947년)
- 타잔 - 조니 웨이스뮬러 편 11 (1947년)
- 밸리 오브 디씨전 (1945년)
- 여행 가방 (1945년)
- 골칫덩이 (1944년) - 로네츠 역
- 어 스터디 인 스칼렛 (1933년)
- 캐벌케이드 (1933년)